# David Dunne
David Michael Dunne (30 novembre 1955) è un ex nuotatore britannico.

## Carriera
Ha fatto parte della staffetta che ha vinto la medaglia di bronzo nella 4x200m stile libero alle Olimpiadi di Montréal 1976.

## Palmarès
- Giochi olimpici

Montréal 1976: bronzo nella 4x200m stile libero.